# Leptognathia uncinata
Leptognathia uncinata är en kräftdjursart som beskrevs av Hansen 1913. Leptognathia uncinata ingår i släktet Leptognathia och familjen Leptognathiidae. Inga underarter finns listade i Catalogue of Life.